# Raymond Aubrac
Raymond Aubrac, sobrenombre por el que es conocido Raymond Samuel (Vesoul, 31 de julio de 1914 - París, 10 de abril de 2012) fue un resistente francés a la ocupación nazi y el régimen de Vichy en Francia, durante la Segunda Guerra Mundial.
Ingeniero de obra civil, Carreteras y Puentes, por l'École nationale des ponts et chaussées - ParisTech, colaboró con su mujer Lucie Aubrac con la Resistencia francesa. Bajo el seudónimo de Aubrac, junto a Emmanuel d'Astier de La Vigerie, participó en la región de Lyon, en la creación del movimiento Libération-Sud, posteriormente integrado en los Mouvements unis de la Résistance (MUR), bajo presidencia de Jean Moulin, y donde la rama armada fue la Armée secrète: Aubrac fue asistente del general Charles Delestraint.
Después de la Liberación de Francia, fue nombrado Comisario de la República en Marsella, en la época a cargo del Ministerio de Reconstrucción. Miembro del Partido Comunista francés, Aubrac creó el BERIM, una firma de consultoría centrada en el comercio este-oeste entre países comunistas antes de convertirse en asesor técnico en Marruecos y funcionario de la Organización de las Naciones Unidas para la Agricultura y la Alimentación.
Amigo de Hồ Chí Minh desde el año 1946, Henry Kissinger lo llamó a fin establecer contactos con Vietnam del Norte durante la guerra de Vietnam entre 1967 y 1972. Ya hacia el final de su vida, estaba comprometido con los derechos del pueblo palestino y se adhirió a la Unión Judía francesa por la Paz en 2002. También formó parte del comité nacional de Francia del Tribunal Russell sobre Palestina en 2009.
Fue distinguido con la Gran Cruz de la Legión de Honor el 13 de julio de 2010.